# Sniper: Reloaded
 (juillet 2018).
Si vous disposez d'ouvrages ou d'articles de référence ou si vous connaissez des sites web de qualité traitant du thème abordé ici, merci de compléter l'article en donnant les références utiles à sa vérifiabilité et en les liant à la section « Notes et références ».
Série Sniper
Sniper 3
(2004) Sniper 5 : L'Héritage
(2014)
Pour plus de détails, voir Fiche technique et Distribution.
Sniper: Reloaded est un film d'action américain réalisé par Claudio Fäh, sorti en 2011. Il s'agit du 4e volet de la série de films Sniper.

## Réumé (ébauche)
Le Marine Sgt. Brandon Beckett, fils du sniper Thomas Beckett, reprend le flambeau de son père et part en mission. Alors qu'il travaille avec les forces de l'ONU en République démocratique du Congo, Brandon Beckett reçoit l'ordre de secourir un agriculteur européen, Jean van Brunt, au milieu d'un territoire rebelle hostile.
Beckett découvre que le tireur d'élite avec qui il s'oppose est l'ex-marine Vincent « L'italien » Masiello, un ancien élève de Miller qui agit maintenant sous les ordres du colonel des Nations unies Ralf Jäger, pour dissimuler un trafic d'arme alimentant les deux camps d'une guerre civile en cours. Il finit par le tuer.

## Distribution
- Chad Michael Collins : Sgt. Brandon Beckett
- Richard Sammel : Col. Ralf Jäger
- Annabel Wright (de) : Lt. Ellen Abramowitz
- Billy Zane : Richard Miller
- Justin Strydom : Vincent The Italian Masiello
- Hlomla Dandala : Kyle Brown
- Conrad Kemp (es) : Captain Dustin Nelson
- Kayla Privett : Kelli Van Brunt
- Khulu M. Skenjana : Captain Sporo Ngoba
- Patrick Lyster (de) : Martin Chandler
- Rob Fruithof (en) : Jean Van Brunt
- Nicolas "Nic" Rasenti : Vincent Capobianco
- Ian Van Der Heyden : Patrick Mundy
- Justin Shaw (en) : Martin Hoag
- Bonginkosi Shibe : soldat africain
- Martin Le Maitre : JAG Hiram Clarke
- Chumisa Cosa : infirmière militaire africaine
- Huguette Marara : mère congolaise
- Clyde Berning : Marine Sniper Nakelski
- Calvin Holloway : Jarhead
- Adrian Waldron : Commandant du SOCOM
- Tefo Paya : soldat frontalier
- Noluthando Radebe : enfant réfugié 1
- Hlelo Nhlapo : enfant réfugié 2